# Літературознавча енциклопедія
«Літературозна́вча енциклопе́дія» — двотомна енциклопедія, видана 2007 року в Києві видавничим центром «Академія» в серії «Енциклопедія ерудита» (керівник видавничого проєкту — Василь Теремко). Автор-укладач Юрій Ковалів.
У «Літературознавчій енциклопедії» розкрито понятійний апарат, що охоплює необхідну для розуміння і фахового аналізу художніх та аналітичних текстів літературознавчої проблематики, а також дотичні до неї аспекти філософії, психології, мовознавства, фольклористики, журналістики та інших наук. Синтезована в ній інформація сприяє осмисленню сутності літературного життя, досвіду вітчизняного і світового письменства, тенденцій творчого процесу, поетики, елементів конструкції художніх творів, їхньої рецепції, аналізу та інтерпретації тощо.
Володимир Панченко зазначив: «Безпрецедентна подія — двотомна „Літературознавча енциклопедія“ у виконанні професора Коваліва. Коли такі дослідження пише одна людина — це феноменально» .
«Літературознавча енциклопедія» містить 6563 статті: в першому томі (А — Л) — 3180 статей, в другомі томі (М — Я) — 3383 статті.
У грудні 2023 Юрій Ковалів дозволив поширення цього твору на умовах CC BY 4.0.